# 사회적 거절
사회적 거절(社會的拒絶,

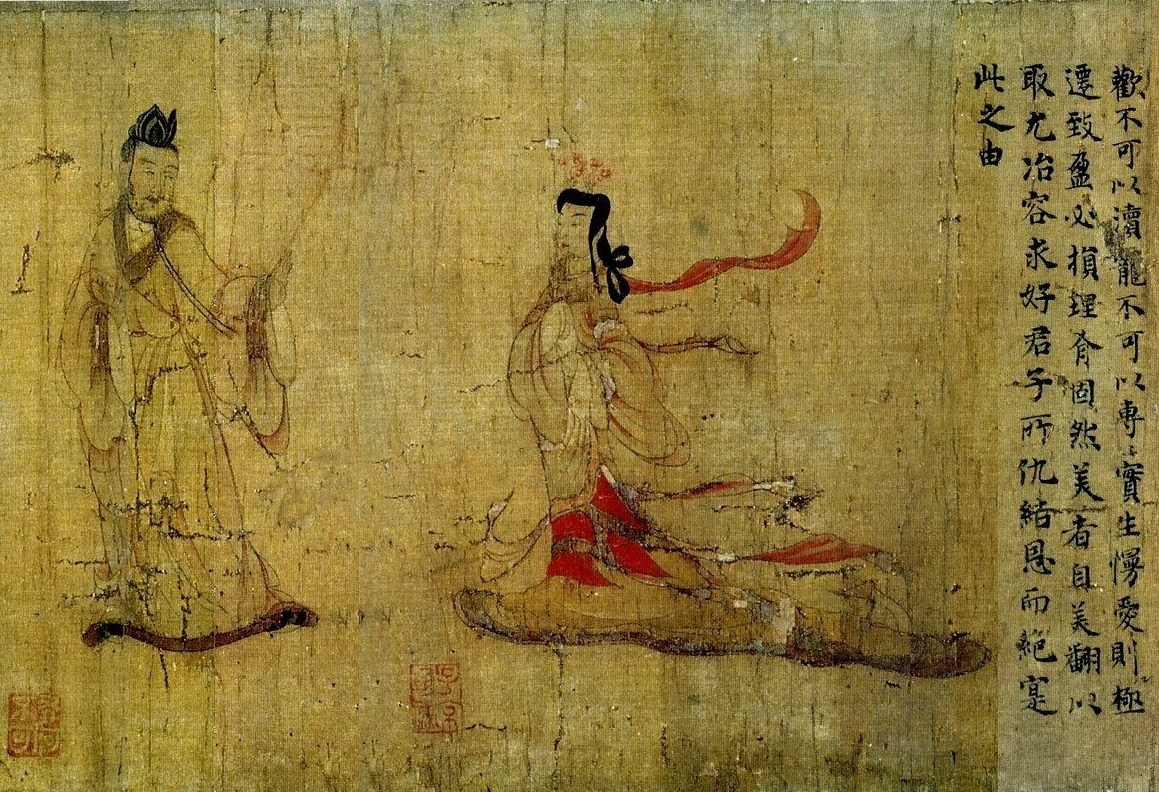
여사잠도(女史箴圖)에서 황제는 배우자를 돌아보며 손으로 거절을 표하고 경멸의 표정을 보이고 있다.

social rejection)은 사회적 관계(social relationship)나 사회적 상호작용(social interaction)에서 고의적으로 배제될 때 발생한다. 대인관계 거절(interpersonal rejection) 혹은 동료 거절(peer rejection), 로맨틱 거절(romantic rejection), 가족소원(familial estrangement)이 있다. 사람은 타인이나 집단 전체로부터 거절당할 수 있다. 게다가 거절은 왕따(bullying), 괴롭힘(teasing), 조롱(ridiculing) 등에 의하여 적극적(active)이거나, 한 사람을 무시하거나 묵살(silent treatment)하는 방식의 수동적(passive)일 수 있다. 거절의 경험은 그것을 당하는 이에게는 주관적이며, 실제 거절 당하지 않더라도 그것을 인지할 수 있다. 도편추방(ostracism)이라는 말은 그러한 과정에 대하여 설명할 때 종종 사용된다.(고대 그리스에서 도편 추방은 일시적 유배형을 두고 한 선거를 의미하였다.)
인간은 사회적 존재(social being)이지만, 어느 정도 거절은 삶에 있어 부득이한 부분이다. 그럼에도 거절이 장기적이거나 일관된 경우, 혹은 관계가 중요한 경우, 혹은 거절에 대하여 상당히 예민한 경우, 거절은 문제가 될 수 있다. 집단 전체로부터 거절된 경우, 특히 그것이 사회적 고립(social isolation)을 일으킬 때, 부정적인 효과를 보일 수 있다.
거절의 경험은 외로움(loneliness), 자존감(self-esteem) 저하, 공격성(aggression), 우울(depression) 등 부정적인 심리적 영향을 야기할 수 있다. 또한 불안정감과 장래에 있을 거절에 대한 민간성 고조를 야기할 수 있다.

## 수용에 대한 욕구
인간에 대한 사회적 본성과 다른 인간과의 사회적 상호작용에 대한 욕구는 매우 중요하기에, 거절은 감정에 있어 고통스럽다. 에이브러햄 매슬로(Abraham Maslow) 등 이론가들은 사랑과 귀속의식(belongingness)에 대한 욕구는 기본적인 인간의 동기부여(motivation)라고 주장하였다. 매슬로에 의하면,내성적인 사람을 포함한 모든 인간들은 심리적으로 건강해지기 위하여 애착(affection)을 주고 받을 수 있어야 한다.
심리학자들은 타인과의 단순한 접촉이나 사회적 상호작용이 이러한 욕구를 충족시키기 부족하다고 말한다. 대신 사람은 대인관계를 형성하고 유지하는데 필요한 강력한 동기적 욕동을 가지고 있다. 이러한 관계 속에서 사람은 타인과의 안정적인 관계와 만족스러운 상호작용을 모두 필요로 한다. 만약 이 둘 중 하나가 없으면, 외로움과 불행을 느끼기 시작한다. 따라서 거절은 중대한 위협이다. 사실 인간 불안의 대부분은 사회적 배제(social exclusion)에 관한 근심을 반영하는 것으로 전해진다.
집단의 한 구성원이 되는 것 역시 사회적 정체성(social identity)에 있어 중요하다. 이는 자아개념(self-concept)의 핵심 요소이다. 듀크대학교(Duke University) 마크 레어리(Mark Leary)는 자존감(self-esteem)의 주요 목적은 사회적 관계를 감시하고 사회적 거절을 탐지하는 것이라고 주장하였다. 이러한 관점에서, 자존감은 사회적 배제의 징후가 보일 때 부정적인 감정을 활성화하는 사회적 계량기(sociometer)이다.
사회심리학적 연구는 수용에 대한 욕구의 동기적 기반을 입증한다. 특히 거절에 대한 두려움은 규범적 영향(normative influence)이라고도 하는 동조 압력(peer pressure)에 대한 동조(conformity), 그리고 타인들의 욕구에 대한 순응(compliance)을 야기하기도 한다. 소속(affiliation)과 사회적 상호작용에 대한 우리의 욕구는 스트레스를 받을 때 특히 강하게 나타난다.

## 아동기
또래 거절(peer rejection)은 사회적 계량기(sociometry)나 다른 평가 방식으로 측정되어 왔다. 연구들은 일부 아동은 인기가 있으며 보통 높은 평가를 받지만, 대부분은 중간에 있고 보통 평가를 받으며, 소수 아동은 거절되는데 낮은 평가를 보인다고 보여준다. 거절 중 한 측정은 아동에게 좋고 싫은 아동을 목록화할 것을 요청한다. 거절된 아동들은 좋아한다는 지명은 거의 받지 못하고 대부분 싫어한다고 지목되었다. 무시당한다(negelected)고 분류된 아이들은 어느 쪽이든 지목받지 못했다.
펜실베니아주립대학교(Pennsylvania State University) 카렌 비어만(Karen Bierman)에 의하면, 또래에게 거절당한 아동 대부분은 다음 중 하나 이상의 행동 패턴을 보인다.
1. 친사회적 행동(prosocial behavior) 수준이 낮음(예 : 번갈아 하기, 공유하기)
2. 공격적 행동(aggressive behavior)이나 파괴적 행동(disruptive behavior) 수준이 높음
3. 부주의한 행동(inattentive behavior), 미성숙한 행동(immature behavior), 충동적인 행동(impulsive behavior) 수준이 높음
4. 사회적 불안(social anxiety) 수준이 높음

비어만은 인기 있는 아동들은 사회기술(social skill)이라고도 하는 사회적 요령(social savvy)이 좋고 놀이 집단(play group)에 언제 어떻게 들어가는지를 잘 안다고 한다. 거절 위험에 처한 아동은 방해하는 식으로 불쑥 끼어들거나 참가하지 않고 주저하기만 할 가능성이 높다. 건장하거나 사회기술이 좋지만 공격적인 아동은 동료들에게 받아들여질 가능성이 높으며, 사회기술이 떨어지는 아동의 괴롭힘에 있어 우두머리가 될 가능성이 높다. 소수인종 아동, 장애 아동, 흔치 않은 성격이나 행동을 보이는 아동들은 거절의 위험성에 직면할 확률이 크다. 또래 집단의 규범에 따라, 아이들 간의 작은 차이조차 거절이나 무시를 야기하기도 한다. 덜 외향적이거나 단순히 혼자 노는 걸 좋아하는 아동은 사회적으로 금지되거나 불안정(insecurity) 혹은 불안(anxiety)을 조이는 아동에 비해 거절될 가능성이 덜하다.

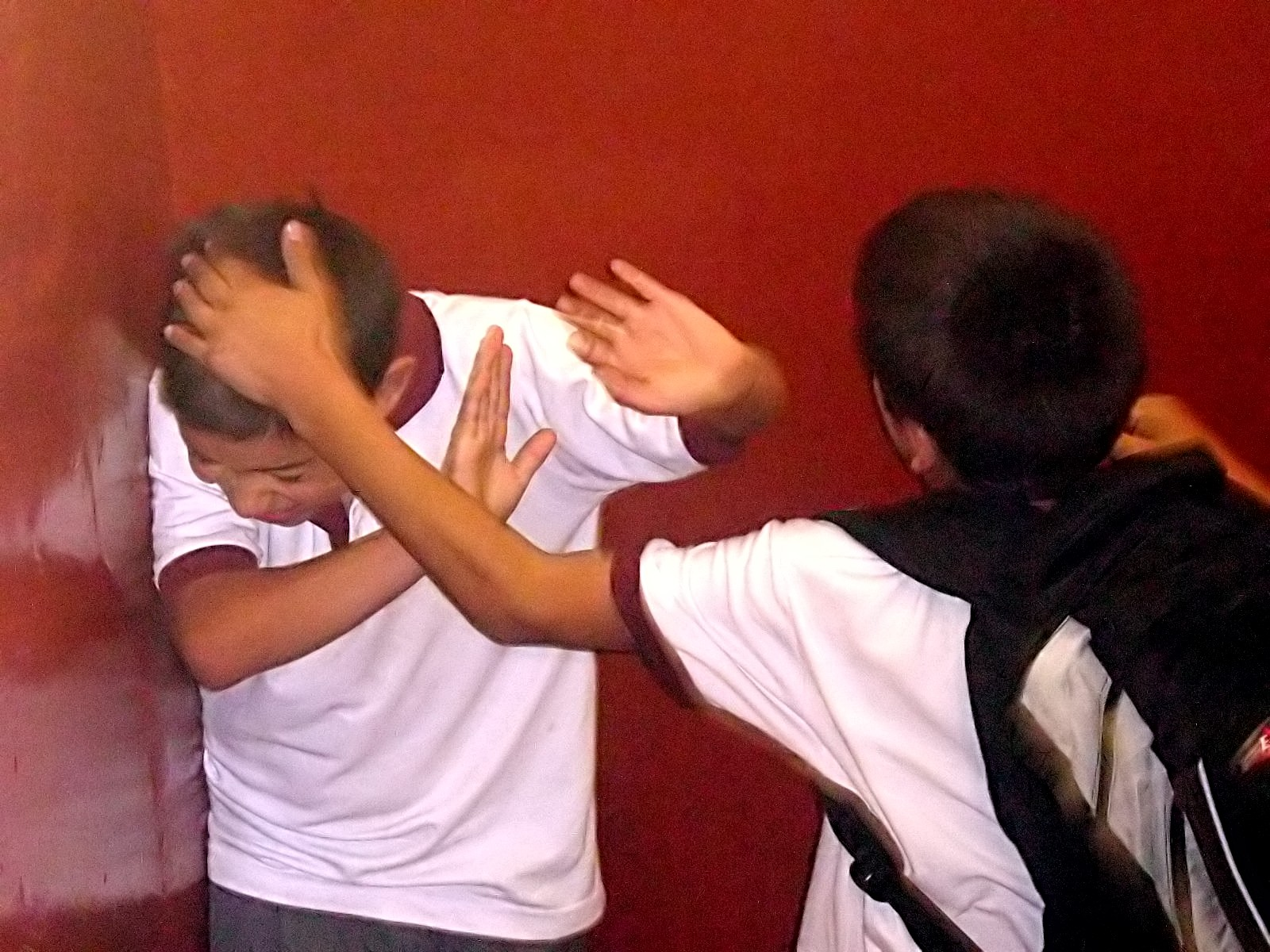
거절당한 아동들은 학교나 운동장에서 괴롭힘당하기 쉽다.

또래 거절은 일단 당하면 오래동안 지속되며, 극복하기 힘들다. 연구자들은 단순한 무시에 비해 적극적인 거절(active rejection)은 보다 안정적이고 해로우며, 아이가 다른 학교로 전학가더라도 지속되기 쉽다는 것을 발견하였다. 이유 중 하나는 또래 집단들이 고정관념(stereotype)으로 작용하고 이후 사회적 상호작용에 영향을 주는 명성적 편견(reputational bias)을 수립하기 때문이다. 따라서 거절당한 아동과 인기있는 아동이 모두 비슷한 행동이나 성취를 보일 때에도 인기있는 아동이 더 우호적으로 대우받는다.
거절당하는 아동은 자존감(self-esteem)이 낮고 우울증(depression)과 같은 내면화시키는 문제(internalizing problem)에 처할 위험이 크다. 거절당하는 아동 중 일부는 외면화시키는 행동(externalizing behavior)을 보여 우울보다는 공격성(aggression)을 보이기 쉽다. 연구는 크게 연관이 있으나, 상호효과(reciprocal effect)를 입증한다. 즉 문제 아동이 거절당하기 쉽고, 그 결과 이런 거절은 이들에게 문제를 일으키게 된다는 것을 말한다. 만성적인 또래 거절은 시간이 지나면서 더 악화되는 부정적 발달 사이클을 야기할 것이다.
거절당한 아동은 괴롭힘당하기 쉬우며 인기있는 아동보다 친구가 적다. 그러나 항상 그런 것은 아니다. 예를 들어 인기 있는 친구는 가까운 친구가 없지만 거절당한 아동은 그런 친구가 있다. 또래 거절은 한 명 이상 가까운 친구가 있을 때에 해가 덜하다고 본다.
1995~2001년 사이 15가지 교내 총격 사건(school shooting) 분석에서, 또래 거절은 두 개의 사례를 제외한 모든 사례에서 보인다(87%). 문서에 정리된 거절 경험 유형에는 만성 및 급성 거절이 있고, 배척(ostracism), 괴롭힘(bullying), 로맨틱 거절(romantic rejection) 등이 있다. 연구자들은 거절의 경험이 교내 총격 사건으로 이어지지만, 우울, 충동 조절 문제, 기타 정신병 등의 다른 요인들도 나타난다고 말하였다.
사회적 거절을 겪는 아동을 도울 프로그램들이 있다. 79개 대조 연구들에 대한 한 대규모 리뷰에서는 사회기술 훈련이 매우 효과가 커서(r = 0.40 effect size), 70% 성공률을 보이는데, 이는 대조군으로 30%의 성공률을 보이는 것과 차이가 있다. 그러나 시간이 지나면 효과성이 저하되는데, 추후연구에서는 다소 작은 효과 크기(r = 0.35)를 보인다.

## 실험실
실험실 연구는 낯선 사람들로부터의 단기 거절조차 일시적이긴 하더라도 강력한 효과를 갖는다는 것들 발견하였다. 일부 사회심리학 실험에서, 무작위로 사회적 배제 메시지를 받은 사람들은 더 공격성을 보이고 속임수를 쓰는데 거리낌이 없으며 타인을 도우려 하지 않으려는 한편, 장기 목표보다는 단기 목표에 더 치중하는 모습을 보였다. 거절은 자기파멸적 행동(self-defeating behavior)과 반사회적 행동(antisocial behavior)을 매우 짧은 시간 내로 야기한다.
또한 연구자들은 두뇌가 사회적 거절에 반응하는 것을 조사하였다. 한 연구에서는 사회적 거절에 의하여 신체적 고통과 함께 사회적 고통(social pain)을 느낄 때에도 배측전대상피질(dorsal anterior cingulate cortex)이 활성화된다는 것을 밝혔다. 이후의 한 실험에서는 fMRI 신경영상(neuroimaging)을 사용, 사람은 사회적 거절 관련 이미지를 볼 때 뇌의 세 영역이 활성화된다는 것을 발견하였다. 후부대상회(posterior cingulate), 해마방회(parahippocampal gyrus), 배측전대상피질(dorsal anterior cingulate cortex)이 그것이다. 또한 거절 민감성이 높은 사람른 좌측 전전두엽피질(left prefrontal cortex)과 우측 배측액상회(right dorsal superior frontal gyrus)가 활성화되는데, 이는 거절에 대한 감정적 반응을 조절하는 능력이 적다는 것을 시사한다.
캘리포니아대학교 버클리캠퍼스(University of California at Berkeley)에서 2007년 수행한 한 실험에서는 낮은 자존감과 주의 통제(attentional control)을 가진 사람들은 거절 관련 이미지를 보여주는 동안 눈깜빡 놀람반응(eye-blink startle response)을 보일 가능성이 높다는 것을 발견하였다. 이러한 발견들은 스스로를 나쁘게 여기는 사람들은 특히 거절에 취약하지만 감정 반응을 통제하고 조절할 수도 있다는 것을 가리킨다.
마이애미대학교(Miami University)의 한 연구는 최근 사회적 거절을 경험한 사람들은 사회적으로 수용되는 참가자(accepted participant)나 대조군 참가자(control participant)에 비해 진심에서 나온 미소와 가식적인 미소를 구분하는 능력이 더 뛰어나다는 것을 밝혔다. 이러한 능력에 있어 수용되는 참가자와 대조군 참가자 집단은 서로 간 차이는 없으며 또한 이 두 집단이 아예 구분 능력이 없는 것도 아니지만, 거절당한 참가자들은 80%에 가까운 정확성으로 구분 능력이 월등함을 보여준다. 이 연구는 사회적 거절의 긍정적 혹은 적응적 영향의 극소 사례 중 하나라는 점에서 주목할 만하다.

### 공 토스 / 사이버볼 실험
흔한 실험 기법 중 하나인 공 토스 사례(ball toss paradigm)는 퍼듀대학교(Purdue University) 킵 윌리엄스(Kip Williams) 등이 고안하였다. 이 실험은 세 사람이 한 그룹이 되어 공을 주고 받으며 토스하는 것이다. 실제 실험대상자엔 한 명에게는 알리지 않지만, 나머지 두 명은 연구수행자와 협조하여 사전에 짜여진 대본대로 따르고 있다. 전형적인 한 실험에서, 대상자 절반은 몇 번의 토스 후에 활동에서 배척되며 다시는 공을 받지 못한다. 단 몇 분만에 대상자는 분노나 슬픔 등 부정적인 감정이 충분히 발생한다. 이 효과는 자존감이나 다른 성격 차이에 상관 없이 발생한다.
실험에서 젠더 차이(gender difference)가 발견되었다. 여성들은 비언어적 행동이 더 커지며, 남성들은 관심 없다는 듯이 행동하는 등 체면을 잃지 않으려고 한다. 연구자들은 여성들은 소속감을 되찾으려 하지만 남성들은 자존감을 되찾으려 한다고 결론 내렸다.
'사이버볼(cyberball)'이라는 컴퓨터화된 공 토스 실험도 개발되었는데 마찬가지의 결과가 도출되었다. 사이버볼은 가상의 공 토스 게임으로, 실제 실험 참가자인 한 명은 컴퓨터에 앉아 다른 두 참가자들과 토스 게임을 하게끔 유도된다. 참가자는 첫 몇 분동안 게임에 참여되고 있지만, 남은 3분동안은 다른 선수에 의해 배제된다. 이 짧은 시간동안의 배척상태(ostracism)로 인해 참가자는 자기보고를 통해 분노와 슬픔의 수준이 상당히 증가하였으며 네가지 욕구 수준도 낮아진다고 보고하였다.
이 효과는 참가자가 외집단(out-group) 멤버에 의해 배척당할 때, 외집단 멤버가 쿠 클럭스 클랜(Ku Klux Klan) 회원과 같은 사회적으로 경멸당하는 사람이라고 판별될 때, 배척의 근원이 단지 컴퓨터 한 대였다는 사실을 알았을 때, 심지어 배척당하는 것은 금전 이득이지만 포용되는 것이 금전 지출이 될 때에도 이러한 효과를 발견하게 된다.
사람들은 심지어 컴퓨터를 상대로만 경기할 때에조차 거절당한다는 느낌을 받는다. 최근 사이버볼을 이용하는 실험들은 거절이 의지력(will power) 혹은 자기조절(self-regulation)에 지장을 가한다는 것을 보여주었다. 특히, 거절된 사람은 쿠키를 먹을 가능성은 높지만 불쾌한 맛이 나지만 몸에 좋다고 하는 음료를 마실 가능성은 적다. 이러한 실험들은 거절의 부정적 효과는 사회적 불안(social anxiety)이 높은 사람에게서 더 오래 지속된다는 것을 보여준다.

## 배척의 심리학
배척의 심리학(psychology of ostracism)에 대한 연구 대부분은 사회심리학자 킵 윌리엄스(Kip Williams)가 수행하였다. 윌리엄스 등은 배척의 여러 종류와 그 효과들의 과정들의 복잡성을 보여주는 틀(framework)을 제공하는 배척 모델을 고안하였다. 여기에서 윌리엄스는 배척의 피해가 상당히 클 수 있기에 자신들이 즉시 배척을 탐지하고 대응하는 효과적인 경고 시스템을 개발하였다고 학설을 세웠다.
동물계(animal kingdom)는 물론 원시 인류사회에서, 배척은 집단으로부터 보호받거나 충분한 음식을 얻을 수 있는 이익이 사라지기 때문에 사망할 수 있었다.  사회 전체로부터 떨어져서 사는 것 역시 동료 하나 없다는 것을 의미하며, 그렇기에 배척을 탐지할 수 있는 능력은 생존과 유전자의 지속을 확보하는 상당히 적응적인 반응이 될 것이다.
배척은 소속 욕구(need to belong), 사회적 상황 통제 욕구(need for control in social situations), 높은 자존감 유지 욕구(need to maintain high levels of self-esteem), 유의미한 존재로 남고자 하는 욕구(need to have a sense of a meaningful existence)라는 네 가지 인간의 기본 욕구(fundamental human needs)에 위협을 가한다고 본다. 이러한 욕구들에 대한 위협은 심리적 곤궁이나 고통을 낳는다. 따라서 사람들은 타인들이 자신을 배척할 가능성을 줄여주고 포용 상태(inclusionary status)를 증강시키도록 하는 행동으로 이러한 고통을 없애도록 동기를 갖게 된다.

### 인기 회복
발달, 특히 배척에서 인기 상태로 전환되는 것이 사회적으로 배척당하는 것의 해로운 효과들을 뒤집을 수 있는 방식에 있어서, 인기가 수행하는 기능에 관하여 최근 연구가 있었다. 어떤 기술이나 속성들이 인기 획득에 필요한 이점을 제공하는지에 관하여서 다양한 이론들이 제시되어 왔지만, 한때 인기가 있었다가 이후 일시적으로 배척을 경험한 사람들이 인기 회복(popularity resurgence)을 위하여 처음에 인기를 가져다준 그 기술들을 채용할 수 있는 것으로 나타났다.

## 로맨틱
또래 집단의 거절을 주로 다루는 유년기 거절 연구와는 반대로, 일부 연구자들은 로맨틱 관계(romantic relationship) 속에서 한쪽을 거절하는 다른 한쪽이 보이는 현상들에 주목한다. 10대와 성인 모두에게서, 다른 한 쪽의 구애행동을 거절하거나, 자신에게 이성적으로 관심 있어하는 사람을 무시하거나 피하거나, 그런 사람으로부터 퇴짜맞거나, 일방적으로 관계를 끝낼 경우, 로맨틱 거절(romantic rejection)이 발생한다. 짝사랑은 청소년에게 흔한 경험이지만, 나이가 들면서 서로 사랑하는 경우는 보다 전형적인 것이 된다.
로맨턱 거절은 두뇌의 미상핵(caudate nucleus)에서의 반응과 연관된 도파민(dopamine) 및 코르티솔(cortisol) 활동을 촉발하는 고통스럽고 감정적인 경험이다. 주관적으로, 거절당한 사람들은 좌절(frustration), 분노(anger), 질투(jealousy), 증오(hate), 체념(resignation), 절망(despair), 장기적 주요우울장애(major depressive disorder) 등 부정적인 감정을 경험한다. 그러나 우울과 분노 사이를 오고가는 경우도 있다.

## 거절 민감성
'거절 민감성(rejection sensitivity)'에 대해 처음으로 논의한 것은 카렌 호나이(Karen Horney)였다. 호나이는 거절 민감성이 신경증적 성격(neurotic personality)의 한 요소로, 최소의 거절(rebuff)에 대해서도 깊은 불안과 모욕(humiliation)을 느끼는 경향이라고 하였다. 예를 들어 다른 사람이 잠깐 기다리게 하는 것조차도 거절 행위로 인식하고 극도의 분노와 적개심을 불러일으킬 수 있다.
앨버트 메러비언(Albert Mehrabian)은 거절 민감성에 관한 설문 항목을 고안하였다. 메러비언은 예민한 사람들은 의견 표출을 꺼리고, 논쟁을 피하며, 타인에게 요청하거나 이용하는 것을 싫어하며, 타인의 부정적인 피드백에 쉽게 상처입으며, 거절을 피하고자 친숙한 타인이나 상황에만 지나치게 의존한다고 하였다.
1996년 거절 민감성에 대한 정의는 사회적 거절을 조마조마하면서 미리 예상해 보고, 발생할 경우 즉각 감지하며, 과도하게 반응하는 경향이라고 하였다. 거절에 대하여 인지하고 반응하는 신속함의 정도는 사람마다 다르다. 거절 민감성에 있어 개인차의 원인은 불명이다. 거절 민감성과 신경증(neuroticism) 간의 연관성 때문에, 유전적 소인(genetic predisposition)이 있을 수 있다고 본다. 일부는 거절 민감성이 초기 애착 관계(attachment relationship)와 부모의 거절(parental rejection)에서 유래한다고 본다. 또한 또래 거절(peer rejection) 역시 역할을 하는 것으로 본다. 또래 거절의 극단 형태인 집단 괴롭힘(bullying)은 이후 거절 민감성으로 이어질 가능성이 있다. 그러나 이 이론들에 대한 명확하게 결론이 내려지지 않았다.

## 건강
사회적 거절은 건강에도 큰 영향을 끼친다. 로이 바우마이스터(Roy Baumeister)와 마크 레어리(Mark Leary)는 소속 욕구가 충족되지 못하면 행동은 물론 정신 건강과 신체 건강 모두에 문제를 일으킨다고 주장하였다. 존 보울비(John Bowlby)의 연구에서 행동 결함에 관한 가정들을 확증하는 것들이 보인다. 많은 연구들은 사회적 거절을 당하면 불안 수준이 증가한다는 것을 발견하였다. 게다가, 우울을 느끼는 정도와 사회적 관계에 대하여 걱정하는 정도는 거절을 감지하는 정도에 직접 비례한다. 거절은 정서적 건강과 행복에도 영향을 준다. 실험들을 통해 거절당한 사람들은 사회호주터 수용되거나 중립적 혹은 대조적 조건에 있는 사람들에 비해 부정적인 감정을 더 많이 느낀다.
거절에 대한 감정적인 반응에 더하여, 거절은 신체 건강에도 큰 효과를 발휘한다. 관계가 빈약하거나 상대적으로 거절을 더 자주 당하는 것은 사망을 앞당길 수 있다. 또한 이혼한 지 10년 정도가 되면, 이혼 여성은 비혼 혹은 최근 결혼한 배우자에 비해 발병 가능성이 더 높다. 가족소원(family estrangement)의 경우, 자식이 성인이 되어 거절을 표함으로써 엄마라는 정체성의 핵심은 배신당할 것이다. 중재의 가능성은 아무리 작더라도 종결 능력의 부재를 가져온다. 소원으로부터 야기된 감정 상태나 사회 낙인은 부모의 심리적 신체적 건강을 해할 수 있다.
사회적 거절을 당할 때 면역체계(immune system)가 손상될 수 있다. HIV와 같은 질병 환자들에게 심각한 문제를 일으킬 수 있다.
콜(S.W. Cole), 케메니(M.E. Kemeny), 셸리 테일러(Shelley E. Taylor)의 한 연구는 거절에 민감한 HIV 양성 남성 동성애자와 그렇지 않은 환자 간의 병 진행 상태의 차이를 조사하였다. 9년동안 진행된 연구에서, 거절 민감성이 높은 환자들은 보조 T세포(T helper cell)가 낮아지는 것이 상당히 빨랐으며, 에이즈(AIDS) 진단이 더 빨랐다. 또한 이들은 거절에 더 민감한 환자들이 그렇지 않은 환자들에 비해 2년 빨리 죽는다고 발견하였다.
이외에도 거절이 건강에 끼치는 영향은 또 있다. 거절에 대한 시나리오를 떠올리게 하자, 수축기 혈압과 이완기 형압 모두 증가하는 것으로 나타났다. 사회적으로 거절당한 사람들은 결핵(tuberculosis)은 물론 자살 가능성이 높았다. 거절과 고립(isolation)은 수술 후 통증에 악영향을 주며, 다른 신체적 통증에도 영향을 준다. 사회적 거절은 지능 저하도 일으킨다. 맥도날드(MacDonald)와 레어리는 통증이 생존하도록 하라는 경고 신호라는 점에서 거절과 배제가 신체적 통증을 일으키는 것이라고 이론화하였다. 인간은 사회적 생물인 만큼, 사회적 상호작용과 사회적 관계는 인간 생존에 필수적이며, 신체적 통증 체계는 우리 신체에 이미 존재하고 있다.

## 소설, 영화, 미술
거절에 대한 예술 묘사는 다양하게 나타난다. 거절을 자주 묘사하는 영화 장르 중 하나는 로맨틱 코미디이다. 영화 ' 그는 당신에게 반하지 않았다'에서 주인공들은 인간 행동을 읽고 잘못 읽는 것에 대한 도전을 다룬다. 이는 주인공 메리(Mary)가 "그리고 지금 당신은 7개의 다른 기술들에 의해 거절당하기 위해, 돌아다니면서 각각 다른 포털사이트들을 모두 확인해야 합니다. 지치게 하죠.(And now you have to go around checking all these different portals just to get rejected by seven different technologies. It's exhausting.)"라는 대사에서도 거절에 대한 공포가 나타나 있다.
사회적 거절은 연극과 뮤지컬에서도 묘사된다. 영화
헤어스프레이는 1960년대 15세 비만 댄서 트레이시 턴블러드(Tracy Turnblad) 이야기를 한다. 트레이시와 엄마는 체중과 외모에 관한 사회의 기대를 극복하는 일에 직면한다.

## 같이 보기
- 경계성 인격장애